# ゲイリー・マッケイ＝スティーヴン
ゲイリー・ショーン・マッケイ＝スティーヴン（Gary Sean Mackay-Steven, 1990年8月31日 - ）は、スコットランド・サーソー出身のサッカー選手。ハート・オブ・ミドロシアンFC所属。スコットランド代表。ポジションはFW、MF。

## クラブ経歴

### ユース
サーソー生まれ。ロス・カウンティFCの下部組織でサッカーを始めた。2007年にリヴァプールFCの下部組織に移籍。2年間を過ごしたが、怪我の後に放出された。その後、フラムFCの下部組織に加入した。

### エアドリー・ユナイテッド
2011年1月11日、スコティッシュ・リーグ2のエアドリー・ユナイテッドFCに加入。スコティッシュカップで選手初出場を飾ると、20メートル越えの距離からのミドルシュートを決めて、試合を2-2の引分に持ち込んだ。翌週の同杯でも得点を決めたが、2-5で敗北した。他方でリーグでは19試合に出場したものの無得点に終わった。

### ダンディー・ユナイテッド
2011年7月13日に2年契約でスコティッシュ・プレミアリーグのダンディー・ユナイテッドFCに加入。21日のUEFAヨーロッパリーグ 2011-12 予選のシロンスク・ヴロツワフ戦でジョニー・ラッセルに代えて80分に投入され、3-2の勝利に貢献したが、アウェーゴールで敗北した。7月24日のスコティッシュ・プレミアリーグ開幕節で1部初出場、この試合では60分にバリー・ドウグラスに代わって投入された。8月29日にリーグ戦初得点を記録。初年度からレギュラーを掴み取り、不調であった前半戦からの巻き返しに大きく貢献したため、ファンからも愛される選手となったため、2012年1月に契約も延長された。
2013年8月24日の試合では1得点をあげたが、この試合はブラックバーン・ローヴァーズFCのスカウトが彼を見るために訪れていたと報じられた。このシーズンはスコティッシュカップの準決勝で1得点を決め、決勝でもスターティングメンバーとなったが、64分にライアン・ゴールドに交代、チームも0-2で敗北した。
2015年1月1日のダンディー・ダービーでは2得点をあげて6-2の勝利に貢献した。

### セルティック

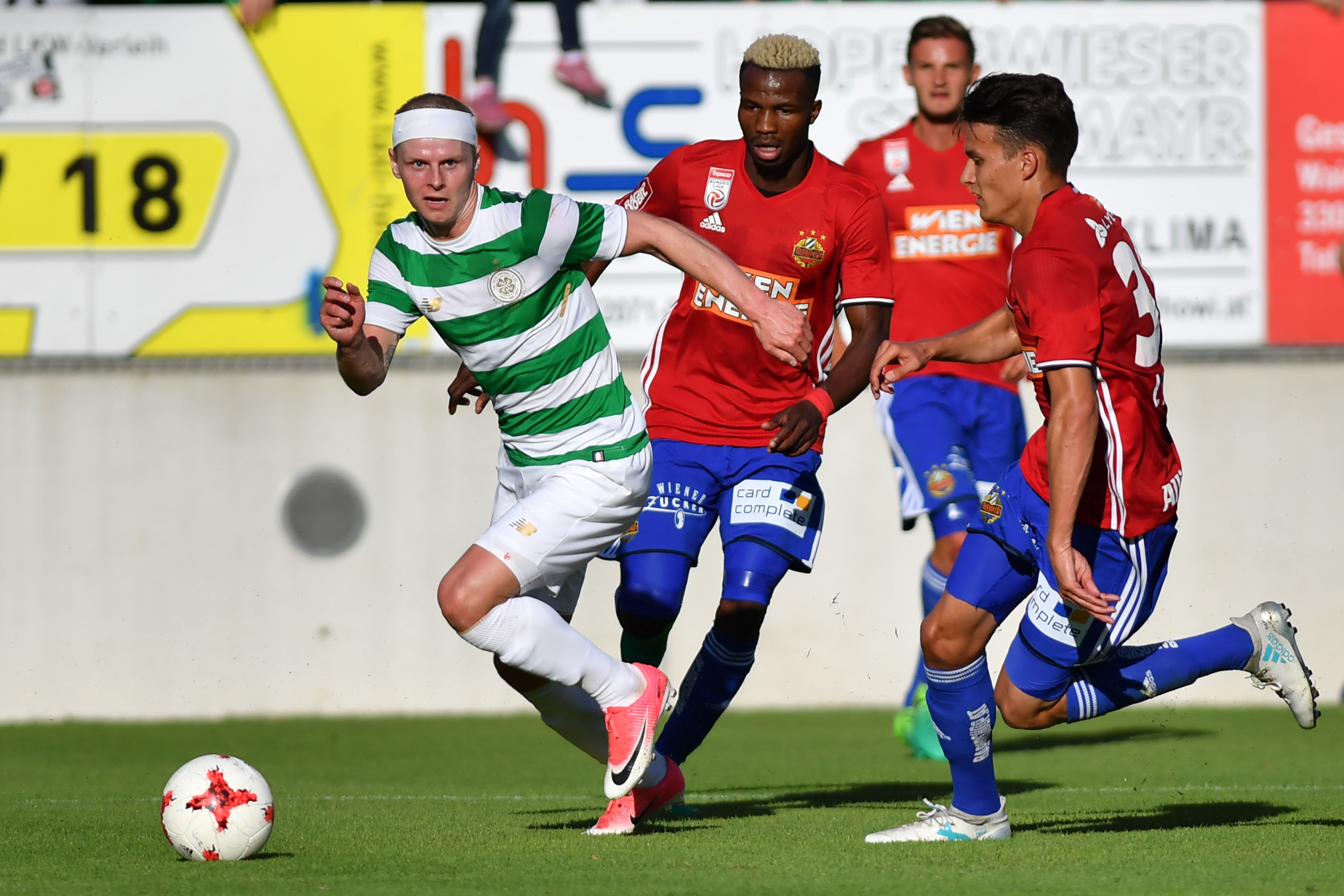
2017年7月、SKラピード・ウィーンとの親善試合にて

2015年1月16日、ダンディー・ユナイテッドとの契約が切れる夏にセルティックFCに加入する事で仮合意。この1月にはフットボールリーグ1のシェフィールド・ユナイテッドFCの監督であるナイジェル・クロウが彼の獲得を熱望しており10万ポンドを用意したが、ダンディー・ユナイテッド側が最低25万ポンドを要求したため、これは実現しなかった。移籍市場最終日の2月2日にセルティックが25万ポンドを用意したため、移籍が直ちに行われ、チームメイトのスチュワート・アームストロングとともにセルティックに加入した。5日後には二人揃ってセルティックのスコティッシュカップを観戦している姿が見られた。
移籍後初出場は2月11日で、この試合で移籍後初得点を決めてマリオ・ビラテに交代した。ホームでの初得点は3月1日で、20メートルの距離からのミドルシュートであった。3月15日に古巣ダンディー・ユナイテッドとのスコティッシュリーグカップを制するが、彼自身はダンディー・ユナイテッドでこの大会に出場していたためベンチ外であった。

### アバディーン
2017年7月12日に2年契約でアバディーンFCに移籍、移籍金は明らかになっていない。UEFAヨーロッパリーグ 2017-18 予選のNKシロキ・ブリイェグ戦で移籍後初出場。第2試合では1得点をあげて、3次予選進出に貢献した。
リーグ戦初得点は10月14日で、1-0の勝利の立役者となった。12月16日には自身初のハットトリックを達成。スコティッシュカップでも4回戦で得点を決めた。
2018年12月2日に行われたスコティッシュカップ決勝、古巣セルティック戦ではデドリック・ボヤタと頭でぶつかり昏倒、病院に搬送されたが数日で退院する事が出来た。2019年1月末には戦列に復帰した。

### ニューヨーク・シティ
2019年6月24日、メジャーリーグサッカーのニューヨーク・シティFCに移籍が決定、移籍金はかかっておらず、合流日は移籍市場が開く7月9日となった。7月14日のダービーマッチで84分にバレンティン・カステジャーノスに代わって投入されて移籍後初出場。8月31日、自身29歳の誕生日となった日の試合で負傷したエベルに代わって途中出場すると移籍後初得点を記録し、勝利に貢献した。

### ハーツ
2020年末にNYCとの契約を満了、翌年1月にハート・オブ・ミドロシアンFCへ加入し母国復帰となった。

## 代表経歴
2013年11月15日に行われたアメリカ合衆国との親善試合で84分にクレイグ・コンウェイに代わって途中出場しスコットランド代表初出場。
2018年10月に行われたポルトガルとの親善試合で5年ぶりに代表出場。この試合では67分にオリヴァー・マクバーニーと交代で出場、スティーヴン・ネイスミスの得点をアシストした。

## 私生活
2017年8月27日、グラスゴーのケルヴィン川から救出された。クイーン・エリザベス大学病院に搬送され、低体温症と診断された。

## タイトル
セルティック
- スコティッシュ・プレミアシップ : 2014-15, 2015-16, 2016-17
- スコティッシュリーグカップ : 2016-17